# Jade Laroche
Jade Laroche (Rouen, 8 de septiembre de 1989) es una estríper, modelo de glamour, actriz pornográfica y DJ francesa.

## Biografía
Hija de un exmilitar, Jade Laroche empieza trabajando como estríper en Burdeos. Con 19 años se presenta a un concurso promovido por el sitio web porntour.fr logrando el primer premio. Ese éxito le permite alcanzar la portada de la revista Chobix. Marc Dorcel no tarda en fijarse en ella y la hace debutar en su primera película X Story of Jade  (2009). Le seguirían más películas con la misma productora hasta que en abril de 2010 se hace público su fichaje en exclusiva. Poco después rodaría Une mère et sa fille dirigida por el antiguo director estrella de Vivid Paul Thomas y en la que comparte reparto con Julia Ann. Ese mismo año recibió el Venus Award a la mejor actriz relevación.
A finales de 2011, decidió aparcar su carrera como actriz para trabajar como DJ. De hecho, con anterioridad, ya había aparecido en el videoclip de Tom Snare titulado Other City.
En 2014, regresó puntualmente delante de la cámara para rodar una serie de escenas que se englobaron posteriormente bajo el título de "Jade Sexe Story". La producción corrió a cargo del director francés Fred Coppula y nuevamente Marc Dorcel editó sus trabajos.